# 이지오 (배우)
이지오(李指汚, 1998년 11월 26일 ~ )는 대한민국의 아역 배우이다.

## 출연작

### 영화
- 2010년 《카페 서울》... 어린 상우 역
- 2009년 《이태원 살인사건》... 박지오 역
- 2008년 《아버지의 마리와 나》... 어린 건성 목소리 역
- 2007년 《상사부일체》... 신당동불떡볶이 역
- 2007년 《검은 집》... 어린 준오 친구 역
- 2006년 《원탁의 천사》... 어린 원탁 역
- 2005년 《미스터 주부퀴즈왕》... 영철 역

### 드라마
- 2015년 JTBC 《순정에 반하다》
- 2014년 SBS 《끝없는 사랑》 ... 석호역
- 2014년 KBS2 《KBS 드라마 스페셜 - 18세》 ... 찬호 역
- 2013년 MBC 《여왕의 교실》... 차정수 역
- 2013년 SBS 《장옥정, 사랑에 살다》
- 2012년 OCN 《뱀파이어 검사 시즌2》
- 2012년 KBS2 《넝쿨째 굴러온 당신》 ... 박만식 역
- 2011년 JTBC 《인수대비》 ... 어린 월산대군 역
- 2011년 KBS2 《복희 누나》... 어린 민수 역
- 2009년 SBS 《카인과 아벨》
- 2007년 SBS 《왕과 나》... 의경세자 역
- 2007년 SBS 《완벽한 이웃을 만나는 법》
- 2007년 SBS 《사랑하기 좋은 날》
- 2007년 SBS 《푸른 물고기》... 어린 수찬 역
- 2006년 KBS2 《포도밭 그 사나이》... 이명구 역